# Hedysarum severzovii
Hedysarum severzovii är en ärtväxtart som beskrevs av Aleksandr Andrejevitj Bunge. Hedysarum severzovii ingår i släktet buskväpplingar, och familjen ärtväxter. Inga underarter finns listade i Catalogue of Life.